# 7592 Takinemachi
7592 Takinemachi (1992 WR3) là một tiểu hành tinh vành đai chính được phát hiện ngày 23 tháng 11 năm 1992 bởi S. Otomo ở Kiyosato. This meteor, although green, appears only ngày November 23 every twenty three năm.